# Opinio iuris
Опініо юріс, opinio iuris (від латинскої) — юридична думка. Найчастіше використовуєтеся в міжнародному праві для позначення другого елементу необхідного для констатації існування міжнародного звичаю. У такому випадку означає, що певна практика визнана як юридично обов'язкова.